# Ричмонд (Калифорния)
Ричмонд (англ. Richmond) — город, расположенный в округе Контра-Коста (штат Калифорния, США) с населением 103 701 человек по статистическим данным переписи 2010 года.

## История
Первыми жителями этой местности были индейцы-олони, проживали там, как считается, уже 5 000 лет назад. Они говорили на языке чоченьйо и занимались охотой, собирательством и подсечно-огневым земледелием.
Название «Ричмонд» появилось более чем за 50 лет до образования городского поселения. Эдмунд Рэндольф, уроженец Ричмонда в Вирджинии, представлял город Сан-Франциско на первых законодательном собрании Калифорнии в Сан-Хосе в декабре 1849 года. Именно он убедил федеральную топографическую партию отметить объекты Point Richmond и Richmond на геодезической карте побережья 1854 года. Эту карту использовала железнодорожная компания San Francisco and San Joaquin Valley Railroad; на 1899 год на картах этой дороги уже было название Пойнт-Ричмонд Авеню (Point Richmond Avenue), которую носила дорога округа, которая позже стала Барретт Авеню, одной из центральных улиц Ричмонда.
В Ричмонде заканчивалась железная дорога Atchison, Topeka and Santa Fe Railroad. Первое почтовое отделение открыто в 1900 году.
Город был основан и получил статус городского поселения в 1905 году, будучи выделенным из железнодорожного отвода Ранчо Сан-Пабло (Rancho San Pablo, это название унаследовало рядом расположенный город Сан-Пабло). К внедрению сухого закона город имел наибольший объем винодельческого производства в мире. Начиная с 1917 года и на протяжении 1920-х годов в городе активно действовал Ку-клукс-клан. В 1930 году компания Форда открыла здесь завод по сборке автомобилей (Richmond Assembly Plant), переведенный в Милпитас в 1956 году.
В 1956 году город был награждён премией «All-America City Award» (с англ. — «Всеамериканский город») присуждаемой Национальной гражданской лигой, которую неофициально называют «Нобелевской премией за конструктивное гражданство» и которая выдается за активную гражданскую позицию жителей некорпоративных сообществ Соединённых Штатов в жизни местного самоуправления. 
В 2006 году город отпраздновал свой столетний юбилей. Он совпал с масштабными работами по реконструкции и благоустройству городской магистрали Макдональд Авеню. Старый депрессивный торговый район вдоль неё власти штата признали «Main Street District», поэтому на работы по его благоустройству были выделены субсидии.

## География
По данным Бюро переписи населения США Ричмонд имеет общую площадь в 135,923 квадратных километров, из которых 77,876 кв. километров занимает земля и 58,047 кв. километров — вода. Площадь водных ресурсов составляет 42,7 % от всей его площади.
Город Ричмонд расположен на высоте 14 метров над уровнем моря.

## Демография
| Год переписи                                  | Нас.   |        | %±     |
| --------------------------------------------- | ------ | ------ | ------ |
| 1910                                          | 6802   |        | —      |
| 1920                                          | 16843  |        | 147,6% |
| 1930                                          | 20093  |        | 19,3%  |
| 1940                                          | 23642  |        | 17,7%  |
| 1950                                          | 99545  |        | 321,1% |
| 1960                                          | 71854  |        | −27,8% |
| 1970                                          | 79043  |        | 10%    |
| 1980                                          | 74676  |        | −5,5%  |
| 1990                                          | 87425  |        | 17,1%  |
| 2000                                          | 99216  |        | 13,5%  |
| 2010                                          | 103701 |        | 4,5%   |
| 2014                                          | 108565 | [ 13 ] | 4,7%   |
| 1910–2014 Источники: 1910-1970 1980-2000 2010 |        |        |        |

По данным переписи населения 2010 года в Ричмонде проживало 103 701 человек. Плотность населения составляла около 1331,6 человек на один квадратный километр.
Расовый состав города по данным переписи распределился следующим образом: 32 590 (31,4 %) — белых, 27 542 (26,6 %) — чёрных или афроамериканцев, 13 984 (13,5 %) — азиатов, 662 (0,6 %) — коренных американцев, 537 (0,5 %) — выходцев с тихоокеанских островов, 22 573 (21,8 %) — других народностей, 5813 (5,6 %) — представителей смешанных рас. Испаноязычные или латиноамериканцы составили 39,5 % от всех жителей (40 921 человек).
Население по возрастному диапазону по данным переписи распределилось следующим образом: 25 800 человек (24,9 %) — жители младше 18 лет, 10 364 человек (10 %) — от 18 до 24 лет, 15 982 человек (15,4 %) — от 25 до 34 лет, 22 141 человек (21,4 %) — от 35 до 49 лет, 18 832 человек (18,2 %) — от 50 до 64 лет и 10 582 человек (10,2 %) — в возрасте 65 лет и старше. Средний возраст жителей составил 34,8 года. Женщины составили 51,3 % (53 225 человек), мужчины 48,7 % (50 476 человек).

## Города-побратимы
Ричмонд является городом-побратимом следующих городов:
- Япония, Симада;
- Куба, Регла;
- Китай, Чжоушань[17].